# Maglóca
Maglóca je obec v Maďarsku v župě Győr-Moson-Sopron, spadající pod okres Csorna. Nachází se asi 7 km severovýchodně od Csorny, 18 km jihovýchodně od Lébény a asi 33 km západně od Győru. V roce 2015 zde žilo 93 obyvatel. Dle údajů z roku 2011 tvoří 95,7 % obyvatelstva Maďaři, 14 % Romové a 1,1 % Němci, přičemž 4,3 % obyvatel se ke své národnosti nevyjádřilo.
Maglóca byla poprvé písemně zmíněna v roce 1220, archeologické nálezy ale dokazují, že místo dnešní vesnice bylo osídleno již v pravěku. Nachází se zde katolický kostel svatého Bartoloměje. V obci se nachází křižovatka vedlejších silnic 8511 (spojuje Maglócu se sousedními obcemi Bősárkány a Barbacs) a 8153 (spojuje Maglócu s obcí Acsalag).

## Sousední obce
| Růžice kompasu | Bősárkány |  | Markotabödöge | Růžice kompasu |
| Růžice kompasu | Sever     |  |               | Růžice kompasu |
| Růžice kompasu | Maglóca   |  |               | Růžice kompasu |
| Růžice kompasu | Jih       |  |               | Růžice kompasu |
| Růžice kompasu | Csorna    |  | Barbacs       | Růžice kompasu |